# Podkładka (grzyby)

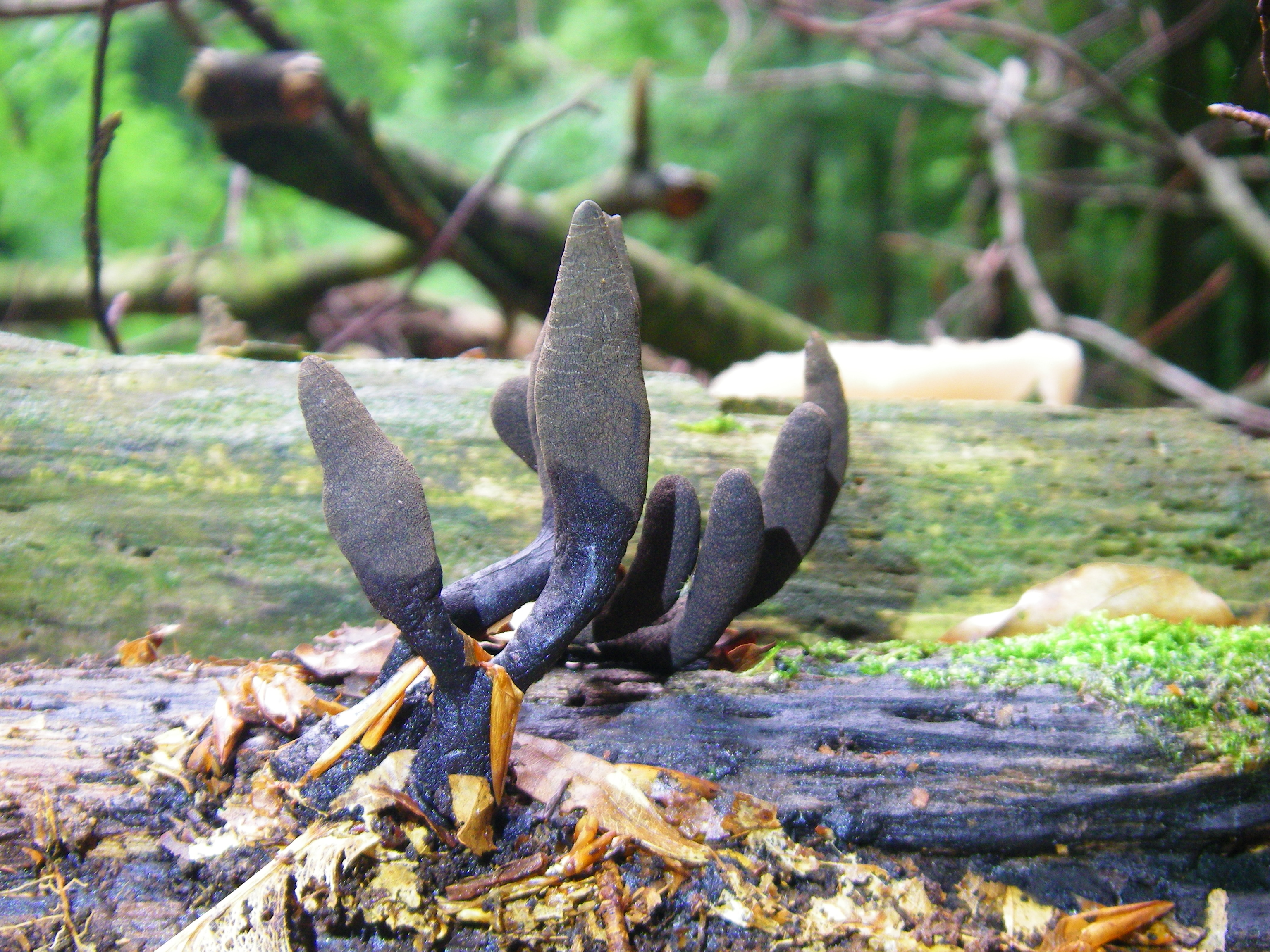
Podkładki próchnilca maczugowatego

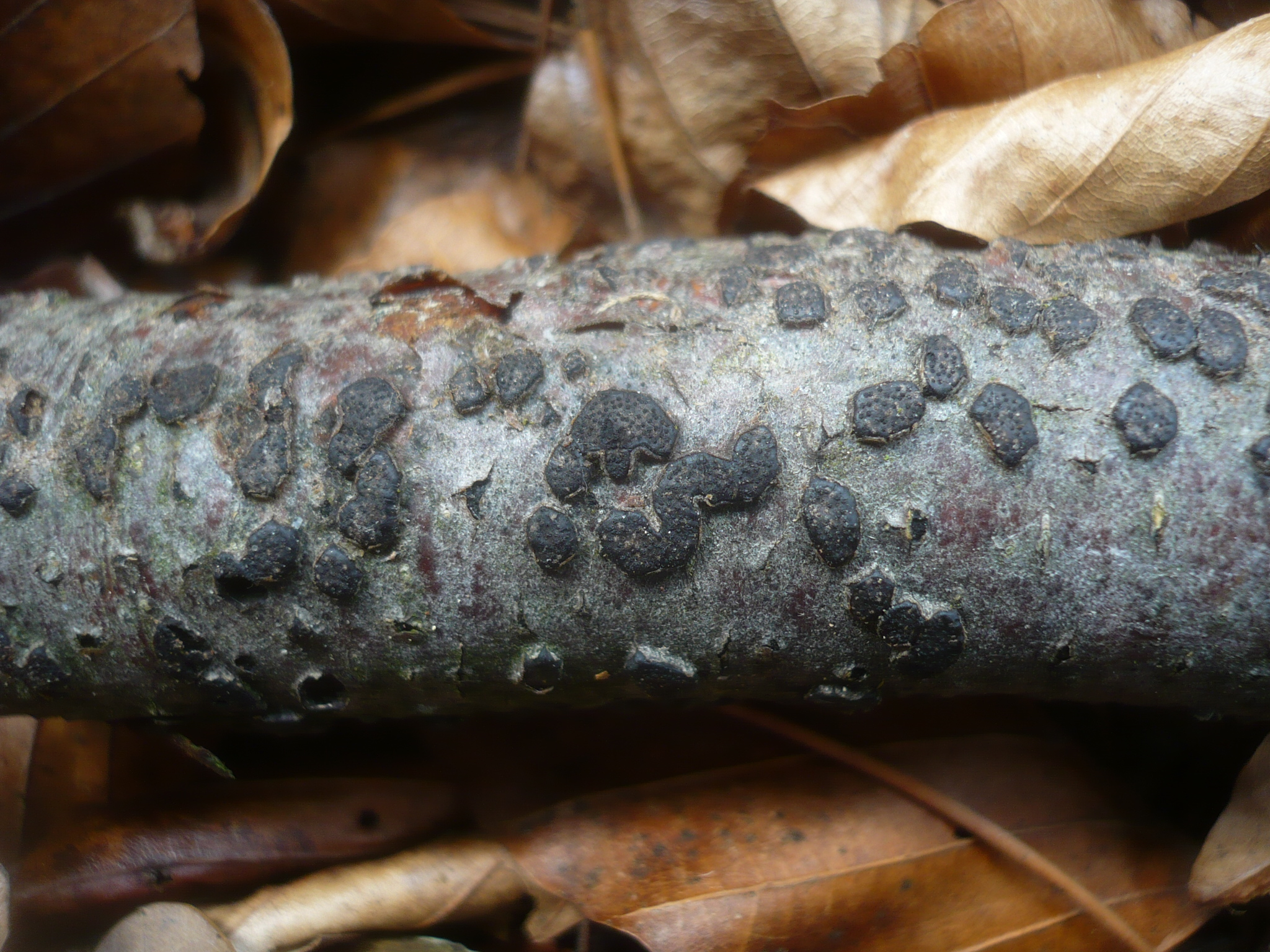
Tarczowate, rozpostarte podkładki Diatrype disciformis

Podkładka (łac. stroma, l.mn. stromata) lub stroma – u grzybów jest to zbita warstwa grzybni złożona z mocno ze sobą splecionych płonnych strzępek. U niektórych gatunków workowców powstają na niej pseudotecja lub perytecja, w których wytwarzane są w wyniku podziału płciowego (askogamii) zarodniki zwane askosporami.
Podkładki występują np. u próchnilca maczugowatego (Xylaria polymorpha). Są to zdrewniałe, jak gdyby zbiorowe owocniki, których powierzchnia pokryta jest bardzo licznymi otworkami (ostiolami). Każdy otworek prowadzi do płytko zagłębionego pod powierzchnią podkładki perytecjum, w którym wytwarzane są zarodniki. Po dojrzeniu wydostają się na zewnątrz przez otworki w podkładce.
W podkładkach wyróżnia się dwie warstwy:
- ektostroma – warstwa zewnętrzna, w której mogą powstawać konidiomy wytwarzające konidia,
- endostroma – warstwa zewnętrzna z perytecjami wytwarzającymi askospory[3].

Wyróżnia się 2 rodzaje podkładek:
- podkładki właściwe (eustromata), zbudowane wyłącznie ze strzępek grzyba,
- podkładki niewłaściwe (pseudostromata), w których oprócz strzępek grzyba występują tkanki gospodarza, na którym rozwija się dany grzyb.